# Женско обучение в STEM
Образование на жените в STEM включва детско и женско представителство в областта на науката, технологиите, инженерството и математиката (английска абревиатура STEM). През 2017 г. 33% от учащите се в тези области на образованието са жени.
Организацията ЮНЕСКО установява, че това неравенство между половете се дължи на дискриминация, предразсъдъци, социални норми и очаквания, които влияят на качеството на образованието . ЮНЕСКО също така смята, че е желателно да има повече жени в сферата на STEM, тъй като това ще спомогне за постигането на устойчиво развитие.

## Текущото състояние на момичета и жени в STEM-образованието

### Общи тенденции в STEM-образованието
Различията между половете в участието в STEM образование се забелязват още по време на грижите в ранна детска възраст и в предметите, свързани с науката и математиката, и стават по-изразени в по-високите нива на образование. Изглежда, че момичетата губят интерес към STEM с възрастта, особено между ранното и късното юношество. Учениците представляват 35% от всички студенти, записани в областта на обучението, свързано с STEM, на това ниво в световен мащаб. Разликите се наблюдават и по дисциплини, като най-нисък е броят на жените в инженерните, производствените и строителните науки, природните науки, математиката и статистиката, както и в областта на ИКТ. Могат да се наблюдават значителни регионални и национални различия в представителството на жените в STEM проучванията, което предполага наличието на контекстуални фактори, засягащи участието на момичетата и жените в тези области. Жените напускат дисциплините STEM в непропорционално голям брой по време на висшето си образование, в прехода си към света на труда и дори по време на на кариерата си.

### Резултатите от обучението в STEM-образованието
Данните за половите различия в учебните постижения представляват сложна картина, в зависимост от това, какво се измерва (предмет, придобиване на знания срещу приложение на знанието), съотношението ниво на образование/възрастта на учениците и географското местоположение. Като цяло, делът на жените нараства, но съществуват значителни регионални различия. Например, когато има данни за Африка, Латинска Америка и Карибите, разликата между половете до голяма степен е в полза на момчетата по отношение на математическите постижения в средното образование. Както и при данните за участието, националните и регионалните различия при данните за постиженията в ученето предполагат наличието на контекстуални фактори, засягащи участието на момичетата и жените в тези области. Успехът на момичетата изглежда по-силен в науката, отколкото в математиката и там, където момичетата се справят по-добре от момчетата, разликата в резултатите е до три пъти по-висока, отколкото при момчетата. Момичетата са склонни да превъзхождат момчетата в някои научни дисциплини, като биология и химия, но по-малко се справят с физиката и науките за Земята.
Разликата между половете е спаднала значително в науката в средното образование сред тенденциите в страните от TIMSS: 14 от 17 страни участнички не са имали различия между половете в науката през 2015 г., в сравнение със само един през 1995 г. Въпреки това, данните са по-малко известни извън тези 17 държави. Разликата между половете в ползата за момчетата е малко по-голяма в математиката, но подобренията във времето на момичетата се наблюдават и в някои страни, въпреки важните регионални различия. Разликите между половете се наблюдават в рамките на математически подтеми с момичета, които надминават момчетата по теми като алгебра и геометрия, но се справят по-малко в „брой“. Представянето на момичетата е по-силно в оценките, които измерват придобиването на знания, отколкото тези, които измерват прилагането на знания. Покритието на страната по отношение на наличността на данни е доста ограничено, докато данните се събират на различна честота и спрямо различни променливи в съществуващите проучвания. Съществуват големи пропуски в познанията ни за положението в страните с нисък и среден доход в Африка на юг от Сахара, Централна Азия и Южна и Западна Азия, особено на средно ниво.

## Фактори, влияещи върху участието и постиженията на момичетата и жените в образованието по STEM
Според ЮНЕСКО съществуват многобройни и припокриващи се фактори, които влияят върху участието на момичетата и жените, постиженията и напредъка в STEM проучванията и кариерите, всички от които взаимодействат сложно, включително:
- Индивидуално ниво: биологични фактори, които могат да повлияят на способностите, уменията и поведението на индивида, като структура на мозъка и функция, хормони, генетика и познавателни черти като пространствени и езикови умения. Той също така взема предвид психологическите фактори, включително самоефективността, интереса и мотивацията.
- Семейно и партньорско ниво: родителски убеждения и очаквания, родителско образование и социално-икономически статус, както и други фактори на домакинството, както и влияния на връстници.
- Училищно ниво: фактори в учебната среда, включително профил на учителите, опит, убеждения и очаквания, учебни планове, учебни материали и ресурси, стратегии за преподаване и взаимодействия между учителите, оценъчни практики и цялостната училищна среда.
- Обществено ниво: социални и културни норми, свързани с равенството между половете, и половите стереотипи в медиите.

### Индивидуално ниво
Въпросът дали има различия в познавателните способности между мъжете и жените отдавна е тема на дебат сред изследователи и учени. Някои проучвания не откриват различия в нервния механизъм на обучение, основаващ се на пола.
Загубата на интерес е основната причина за момичетата, които се отказват от STEM. Някои обаче заявяват, че този избор е силно повлиян от процеса на социализация и стереотипните идеи за ролите на половете, включително стереотипите за пола и STEM. Джендърните стереотипи, които поддържат идеята, че STEM проучванията и кариерите са мъжки области, могат да повлияят негативно върху интереса, ангажираността и постиженията на момичетата в STEM и да ги обезсърчат да преследват STEM кариери. Момичетата, които асимилират такива стереотипи, имат по-ниски нива на самоефективност[поясни] и увереност в способностите си, отколкото момчетата. Самоефективността засяга в значителна степен както резултатите от образованието STEM, така и стремежите за професионална реализация на STEM. Някои проучвания показват, че изглежда, че момичетата губят интерес към STEM лицата с възрастта. 

### Семейно и партньорско ниво
Родителите, включително техните вярвания и очаквания, играят важна роля за оформянето на отношението на момичетата към интереса към STEM проучванията. Родителите с традиционни убеждения за ролите на половете и които третират момичетата и момчетата неравномерно, могат да засилят стереотипите за пола и способностите на СТИМ. Родителите могат също така да имат силно влияние върху участието на девойките и постиженията на учениците чрез семейни ценности, среда, опит и насърчение, които осигуряват. Някои изследвания установяват, че очакванията на родителите, особено очакванията на майката, имат по-голямо влияние върху избора на висшето образование и кариерата на момичетата, отколкото тези на момчетата. По-високият социално-икономически статус и родителските образователни квалификации са свързани с по-високи резултати по математика и наука за момичета и момчета. Представянето на момичетата на момичетата е по-силно свързано с висшите образователни степени на майките и момчетата с бащите им. Членовете на семействата със STEM кариери също могат да окажат влияние върху ангажимента на момичетата. По-широкият социално-културен контекст на семейството също може да играе роля. Фактори като етническа принадлежност, езикът, използван у дома, статутът на имигранти и семейната структура, също могат да окажат влияние върху участието на момичетата и тяхното представяне в STEM. Връстниците също могат да повлияят на мотивацията на момичетата и чувството за принадлежност към STEM образованието. Влиянието на женските връстници е значителен предиктор[поясни] на интереса и увереността на момичетата в математиката и науката. 

### Училищно ниво
Квалифицираните преподаватели със специализация в STEM могат да окажат положително влияние върху представянето на момичетата и ангажираността им с образованието по STEM и техния интерес да преследват STEM кариери. Преподавателите-жени-STEM често имат по-големи ползи за момичетата, вероятно като действат като ролеви модели и като помагат да се разсеят стереотипите за способността на STEM да се основава на пола. Вярванията на учителите, нагласите, поведението и взаимодействията с учениците, както и учебните програми и учебните материали, също могат да играят роля. Възможностите за реални житейски опит със STEM, включително практика, кариерно консултиране и наставничество, могат да разширят разбирането на момичетата за STEM проучванията и професиите и да поддържат интерес. Процесите и инструментите за оценка, които са предубедени по отношение на пола или включват стереотипи за пола, могат да окажат отрицателно въздействие върху работата на момичетата в STEM. Резултатите от обучението на момичетата в STEM могат също да бъдат компрометирани от психологически фактори като математика или тревожност от теста. 
Проучване от 2018 г. установи, че докато момичетата се представят по-добре или равно на момчетата в две от трите страни[поясни], в почти всички страни повече момичета са се квалифицирали за обучение в колежа, отколкото са били записани. Изследователите установиха, че записването на жени в STEM е относително по-ниско в страните с висока степен на равенство между половете – парадокс на равенството между половете. 

### Обществено ниво
Културните и социалните норми влияят върху възприятията на момичетата за техните способности, роля в обществото както и кариерни и житейски стремежи. Степента на равенство между половете в обществото влияе върху участието и представянето на момичетата в STEM. В страните с по-голямо равенство между половете момичетата са склонни да имат по-положителни нагласи и доверие по отношение на математиката, а разликата между половете в постиженията по този въпрос е по-малка. Целевите мерки за насърчаване на равенството между половете, като например законодателство за равенство между половете или политики, като квоти, финансови стимули или други, могат да увеличат участието на момичетата и жените в образованието и кариерата на STEM. Половите стереотипи, представени в медиите, се интернализират[поясни] от деца и възрастни и влияят върху начина, по който виждат себе си и другите. Медиите могат да продължават или да предизвикват половите стереотипи за способностите и кариерата на СТИМ.